# Syvä Kuusijärvi
Syvä Kuusijärvi är en sjö i Finland. Den ligger i kommunen Kuhmo i landskapet Kajanaland, i den östra delen av landet, 500 km nordost om huvudstaden Helsingfors. Syvä Kuusijärvi ligger 236 meter över havet. Arean är 8,7 hektar och strandlinjen är 1,82 kilometer lång. Sjön  ingår i Uleälvens huvudavrinningsområde. 